# RNASET2
RNASET2 (англ. Ribonuclease T2) – білок, який кодується однойменним геном, розташованим у людей на короткому плечі 6-ї хромосоми. Довжина поліпептидного ланцюга білка становить 256 амінокислот, а молекулярна маса — 29 481.
| 10         |  | 20         |  | 30         |  | 40         |  | 50         |
| ---------- |  | ---------- |  | ---------- |  | ---------- |  | ---------- |
| MRPAALRGAL |  | LGCLCLALLC |  | LGGADKRLRD |  | NHEWKKLIMV |  | QHWPETVCEK |
| IQNDCRDPPD |  | YWTIHGLWPD |  | KSEGCNRSWP |  | FNLEEIKDLL |  | PEMRAYWPDV |
| IHSFPNRSRF |  | WKHEWEKHGT |  | CAAQVDALNS |  | QKKYFGRSLE |  | LYRELDLNSV |
| LLKLGIKPSI |  | NYYQVADFKD |  | ALARVYGVIP |  | KIQCLPPSQD |  | EEVQTIGQIE |
| LCLTKQDQQL |  | QNCTEPGEQP |  | SPKQEVWLAN |  | GAAESRGLRV |  | CEDGPVFYPP |
| PKKTKH     |  |            |  |            |  |            |  |            |

A: Аланін

C: Цистеїн

D: Аспарагінова кислота

E: Глутамінова кислота

F: Фенілаланін

G: Гліцин

H: Гістидин

I: Ізолейцин

K: Лізин

L: Лейцин

M: Метіонін

N: Аспарагін

P: Пролін

Q: Глутамін

R: Аргінін

S: Серин

T: Треонін

V: Валін

W: Триптофан

Кодований геном білок за функціями належить до гідролаз, нуклеаз, ендонуклеаз. 
Задіяний у такому біологічному процесі, як альтернативний сплайсинг. 
Локалізований у ендоплазматичному ретикулумі, лізосомі.
Також секретований назовні.